# Zarzecze (sielsowiet Jeremicze)
Zarzecze (biał. Зарэчча, Zareczcza; ros. Заречье, Zarieczje) – wieś na Białorusi, w obwodzie grodzieńskim, w rejonie korelickim, w sielsowiecie Jeremicze, nad Uszą.
Graniczy z Rezerwatem Hydrologicznym Miranka.
Współcześnie wieś obejmuje także dawną miejscowość Wilcze Błoto.

## Historia
W XIX i w początkach XX w. wieś Zarzecze i zaścianek Wilcze Błoto położone były w Rosji, w guberni mińskiej, w powiecie nowogródzkim, w gminie Jeremicze. 
W dwudziestoleciu międzywojennym wieś Zarzecze oraz wieś i folwark Wilcze Błoto leżały w Polsce, w województwie nowogródzkim, w powiecie stołpeckim, w gminie Jeremicze/Turzec. W 1921 Zarzecze liczyło 120 mieszkańców, zamieszkałych w 25 budynkach, w tym 76 Białorusinów, 43 Polaków i 1 Żyda. 82 mieszkańców było wyznania prawosławnego, 37 rzymskokatolickiego i 1 mojżeszowego. Wieś Wilcze Błoto liczyła zaś 69 mieszkańców, zamieszkałych w 13 budynkach, w tym 54 Białorusinów i 15 Polaków. 54 mieszkańców było wyznania prawosławnego i 15 rzymskokatolickiego. Folwark Wilcze Błoto był wówczas zniszczony i niezamieszkały.
Po II wojnie światowej w granicach Związku Sowieckiego. Od 1991 w niepodległej Białorusi.